# الفرنسيون في لبنان
الفرنسيون في لبنان أو الفرنسيون اللبنانيون هم مواطنون فرنسيون يشكلون حوالي 21,000 شخص من ضمنهم العديد من ثنائيي الجنسية والأشخاص من ذوي الأصول المختلطة. ولا يوجد هُناك أية إحصاءات رسمية أو علومات علمية توضح اللغات المحكية من قبلهم أو انتماءاتهم الدينية.

## التمثيل السياسي
فيما يتعلق بالانتخابات الخاصة بجمعية المغتربين الفرنسيين فإن لبنان جزءٌ من دائرة بيروت الانتخابية والتي تضم كذلك كلا من سوريا والأردن والعراق، حيث تقطن جاليات فرنسية صغيرة هُناك. وقد كان الممثلون الثلاث عن الدائرة في الانتخابات التي جرت في 18 حزيران عام 2006 م قد حصلوا جميعا على 4,156 صوتاً منها 3,787 في لبنان وجميعهم من اليمين؛ حيث فاز كلا من جين لويس مانغوي من مواليد بيروت عام 1940، عن اتحاد الديمقراطيين، المستقلين والليبراليين، دينيسه ريفيرس حداد من مواليد 1940 م، كذلك مارسل لوغيل من مواليد مدينة الجزائر خلال الاحتلال الفرنسي للجزائر عام 1931 عن اتحاد الديمقراطيين.
في انتخابات عام 2012 م التي أجريت في حزيران؛ حيث تشكل لبنان جزءا من المناطق التي تختار النواب الممثلين للفرنسيين المقيمين في الخارج وتحديدا الدائرة العاشرة والتي تضم إضافة للبنان كل من وسط وشرق وجنوب إفريقيا وكثير من الشرق الأوسط. وفي الحادي والثلاثين من ديسمبر عام 2011 م بلغ عدد المقترعين المسجلين في لبنان 21,428 بينما بلغ مجموع المقترعين في كل الدائرة 147,997. ومن إحدى عشر مرشحا للانتخابات كان هناك فقط اثان يعيشون في لبنان على الأقل بشكل جزئي، كذلك لم يكن أيا منهم من أعضاء الحزبين الرئيسين في فرنسا.

## الفرنسيون الللبنانيون في لبنان
في الجمعية الوطنية الفرنسية كان هناك عضوين اثنين من أصول لبنانية بين عامي 2007-2012 وهما هنري جابرييل عن الحزب الاشتراكي وإلي عبود والمولود في مدينة بيروت عام 1959 م عن الاتحاد من أجل حركة شعبية. وفي حكومة الاتحاد من أجل حركة شعبية بين عامي 2007 م و 2012 م كان فيها إيريك بوسون، والذي كانت أمه لبنانية.